# Васка (река)
Васка или Васкийоки — река в России, протекает по Карелии. Берёт исток из одноименного озера на высоте 222,3 м над уровнем моря. Река является левобережным притоком Койтайоки, впадает в неё на государственной границе. Длина реки составляет 32 км, площадь водосборного бассейна — 143 км².
Протекает вдали от населённых пунктов.
Притоки (от истока к устью):
- Верма (правый, из озера Верма)
- Киви (правый, из озера Киви)

## Данные водного реестра
По данным государственного водного реестра России относится к Балтийскому бассейновому округу, водохозяйственный участок реки — Реки Карелии бассейна Балтийского моря на границе РФ с Финляндией, включая оз. Лексозеро. Относится к речному бассейну реки Реки Карелии бассейна Балтийского моря.
Код объекта в государственном водном реестре — 01050000112102000010433.